# 感染症学
感染症学（かんせんしょうがく、英語: infectology, infectiology, infectious disease medicine）とは、感染症について扱う医学の一分野。臨床医学（内科学）・基礎医学（微生物学・免疫学）・社会医学（公衆衛生学・衛生学）などをまたいだ複合的な分野である。新型コロナウイルス感染症の影響によりこの分野の発展により多くの注目が集まっている。
日本感染症学会は1998年に感染症専門医認定制度を始めた。